# Garderoba

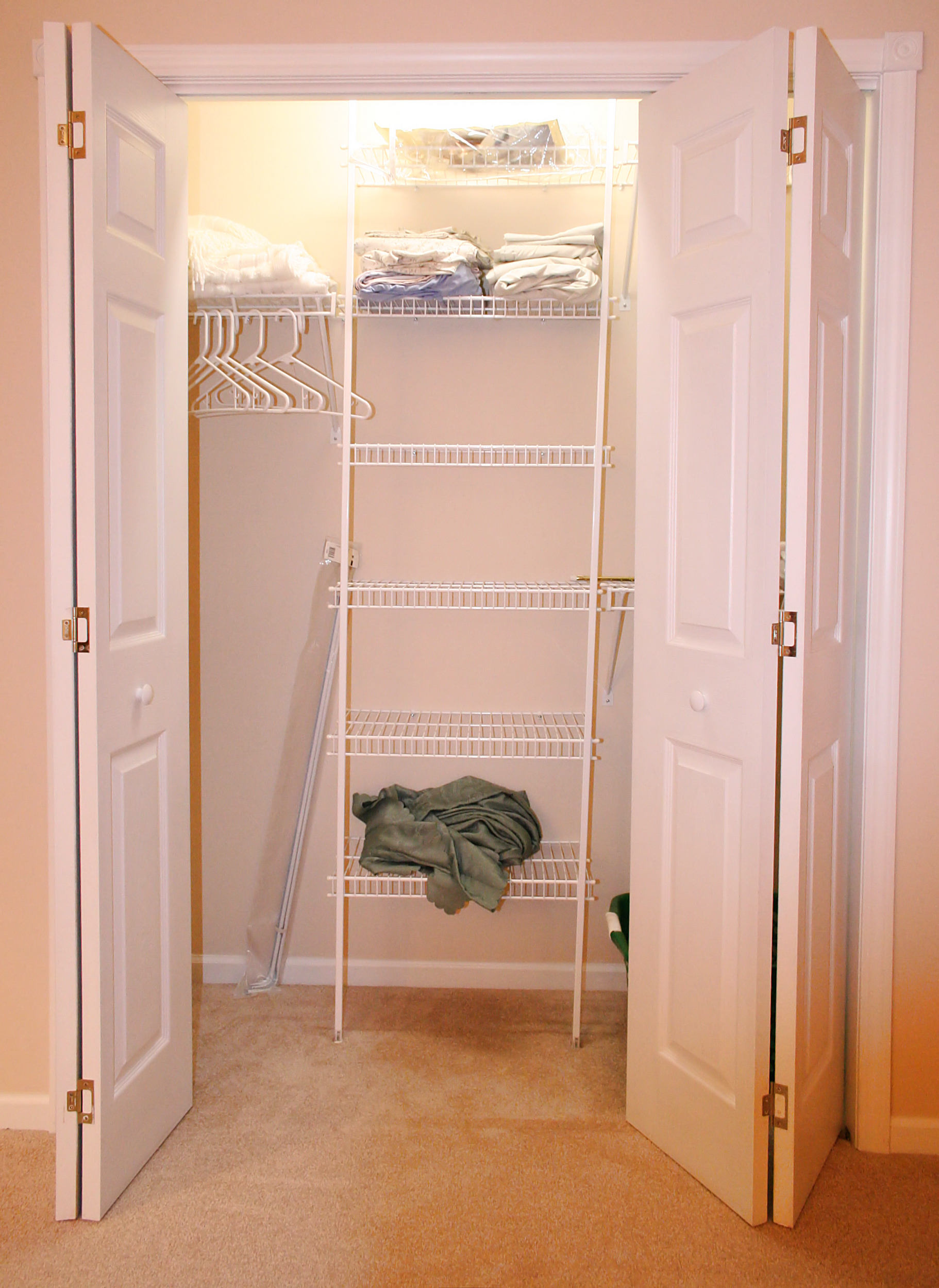
Garderoba

Garderoba (od fr. garde-robe) – pomieszczenie przeznaczone do przechowywania odzieży (komora). Bywa projektowane i budowane w domach jednorodzinnych, czasem także w większych mieszkaniach. Jeśli jest połączone z sypialnią, wówczas często jest także przeznaczone do wykonywania zabiegów toaletowych, ubierania się, czesania (gotowalnia).
W teatrach, studiach fotograficznych lub na planach filmowych  – pomieszczenie, w którym aktorzy lub modele przygotowują się do występu na scenie lub planie.